# ممص صغري

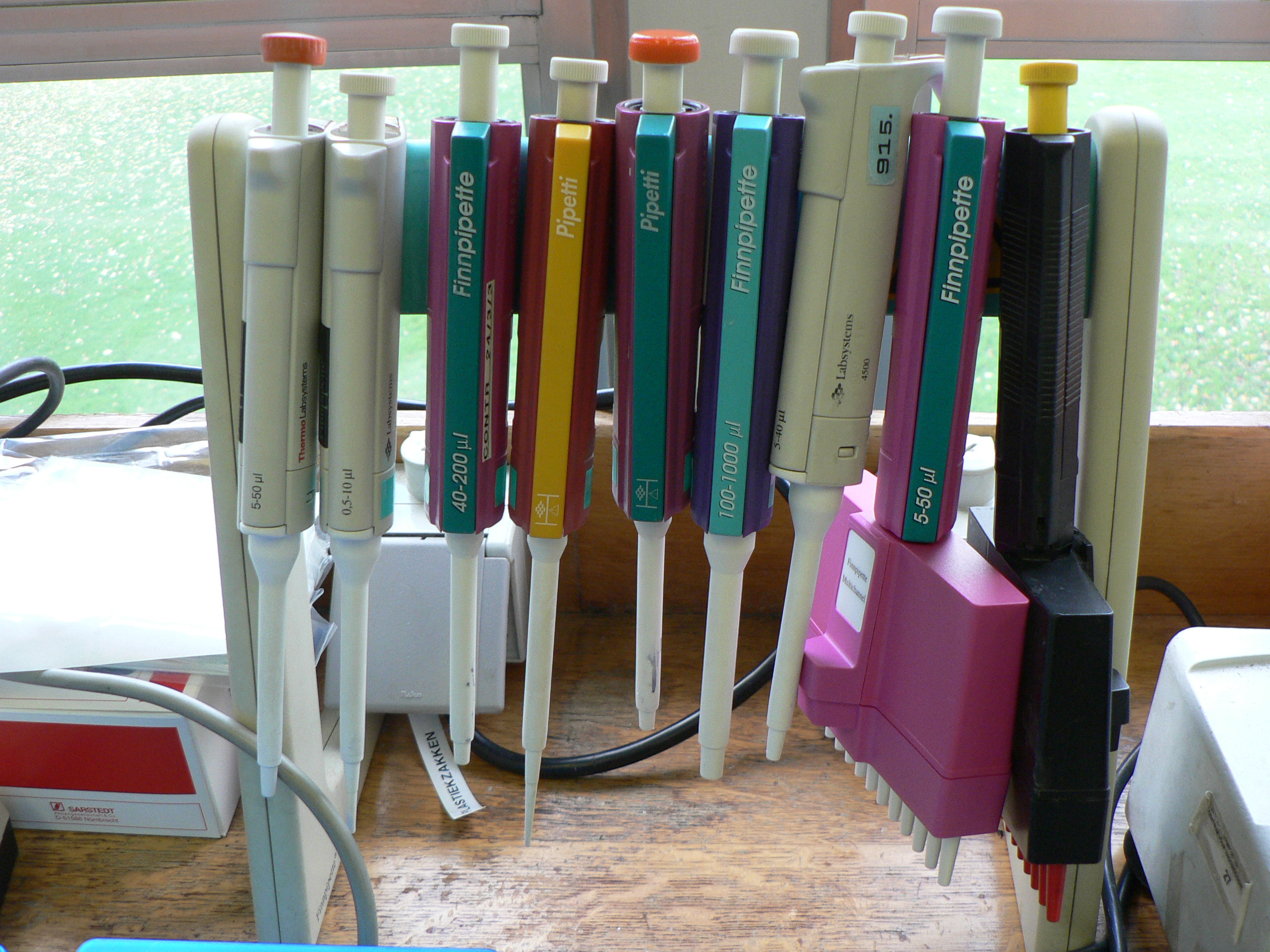

الممص الصغري هو الاداة المخبريّة المُستخدمة في التعامل مع الإحجام الصغيرة من سوائل الميكروليترات حيث تُمثل انبوبة زجاجية يتم معايرتها لسحب حجم مُحدد من السوائل ونقلها.